# IC 1952
IC 1952 est une galaxie spirale barrée située dans la constellation de l'Éridan. Sa vitesse par rapport au fond diffus cosmologique est de 1 689 ± 9 km/s, ce qui correspond à une distance de Hubble de 24,9 ± 1,8 Mpc (∼81,2 millions d'al). Elle a été découverte par l'astronome américain DeLisle Stewart en 1899.
La classe de luminosité d'IC 1952 est II-III et elle présente une large raie HI. Elle renferme également des régions d'hydrogène ionisé.
À ce jour, sept mesures non basées sur le décalage vers le rouge (redshift) donnent une distance de 21,729 ± 1,471 Mpc (∼70,9 millions d'al), ce qui est tout juste à l'extérieur des valeurs de la distance de Hubble.

## Groupe de NGC 1395
IC 1952 fait partie du groupe de NGC 1395. Ce groupe fait partie de l'amas de l'Éridan et il comprend au moins 31 galaxies, dont NGC 1315, NGC 1325, NGC 1331, NGC 1332, NGC 1347, NGC 1353, NGC 1371, NGC 1377, NGC 1385, NGC 1395, NGC 1401, NGC 1414, NGC 1415, NGC 1422, NGC 1426, NGC 1438, NGC 1439, IC 1953 et IC 1962.